# Гасымзаде, Тарлан Ильгар оглы
Тарлан Ильгар оглы Гасымзаде (азерб. Qasımzadə Tərlan İlqar oğlu; 1 января 1995, Ленкорань, Азербайджан) — азербайджанский футболист, амплуа — вратарь. Выступает в команде азербайджанской премьер-лиги «Кяпаз».

## Биография
Родившийся 1 января 1995 года в азербайджанском городе Ленкорань Тарлан Гасымзаде, начал заниматься футболом в возрасте 13 лет. Первым тренером футболиста был Намик Караев. В 2013—2014 годах проходил службу в рядах вооружённых сил Азербайджана.

## Клубная карьера
Тарлан Гасымзаде является воспитанником футбольной академии ФК «Хазар-Ленкорань», в младших возрастных группах которого начинал свои выступления в 13-летнем возрасте. Далее играл в дубле, а в 2010 году перешёл в основной состав «южан». Во время службы в армии в 2013—2014 годах, был зачислен в ряды ЦСКА, но на правах аренды продолжал выступать за ленкоранский клуб. В июне 2015 года «Хазар-Ленкорань» продлил контракт с футболистом ещё на три года.
Дебютировал в основном составе «кораблестроителей» 16 августа 2014 года в матче Премьер-лиги Азербайджана против ФК «Сумгаит». При этом вышел на замену на 38-й минуте матча. Всего сыграл 11 матчей за клуб в чемпионате Азербайджана.
В сезоне 2016/17 выступал за «АЗАЛ», но сыграл только один матч в чемпионате. С 2017 года играет за «Кяпаз».

### Чемпионат
Статистика выступлений в чемпионате Азербайджана по сезонам:
| № | Сезон       | Клуб              | Игр | Голов | Игр в запасе |
| - | ----------- | ----------------- | --- | ----- | ------------ |
| 1 | 2010 / 2011 | «Хазар-Ленкорань» | 0   | 0     | 1            |
| 2 | 2012 / 2013 | «Хазар-Ленкорань» | 0   | 0     | 3            |
| 3 | 2013 / 2014 | «Хазар-Ленкорань» | 0   | 0     | 5            |
| 4 | 2014 / 2015 | «Хазар-Ленкорань» | 5   | 0     | 18           |
| 5 | 2015 / 2016 | «Хазар-Ленкорань» | 0   | 0     | 3            |

### Кубок
В Кубке Азербайджана провел нижеследующие игры:
| № | Сезон       | Клуб              | Игр | Голов | Игр в запасе |
| - | ----------- | ----------------- | --- | ----- | ------------ |
| 1 | 2012 / 2013 | «Хазар-Ленкорань» | 0   | 0     | 1            |
| 2 | 2014 / 2015 | «Хазар-Ленкорань» | 0   | 0     | 2            |